# Francesc Martí Queixalós
Francesc Martí Queixalós (Reus, Baix Camp, 1916 - Reus 15 de desembre de 2002) va ser un periodista, assagista i escriptor català.
És conegut com a membre fundador i directiu del Centre d'Amics de Reus, Era director de la revista Lo Nunci, portaveu dels Amics de Reus, col·laborava al setmanari La Voz de la Costa Dorada, i era corresponsal a Reus del Diario Español, amb el pseudònim de Gertrudis. Va col·laborar al Diari de Barcelona, i a Ràdio Tarragona. Va escriure comèdies i una biografia del doctor Alexandre Frías. Era conegut com un dels integrants del grup de "savis" de Reus o «mestres paperinaires», que estava format per ell, Josep Maria Gort Sardà, Ramon Botet Pallarès, Francesc Sabater Lasheras, Francesc Salvat "Jurigú", i altres, que es dedicaren des del 1950 al 1970 a agitar socialment i culturalment els reusencs amb propostes surrealistes.
Des de principis dels anys 1940 integrà el cercle de poetes a l'entorn d'Antoni Correig, que emparats per Acció Catòlica, clandestinament, promouen la creació literària en català. A la segona edició dels "Jocs florals d'estar per casa", celebrats clandestinament el 1946 a Reus al teatre de l'Institut Pere Mata va rebre el segon premi. Va ser membre de la "Peña del Laurel", que aplegava un grup d'intel·lectuals i artistes que es reunia al cafè del Teatre Bartrina, llavors desvinculat del Centre de Lectura, tancat governativament. També participà en la primera i segona "Diada de poesia reusenca" el 1956 i 1957 i participà a l'Antologia de la poesia reusenca el 1958, una publicació anual que dirigia el doctor Vallespinosa i que recollia textos de poetes reusencs i de la comarca. El 1978 va ser un dels promotors per a la recuperació del Carnaval de Reus.
En reconeixement de la seva acció cultural, el Centre d'Amics de Reus va instaurar el 2002 el «Premi de Poesia Catalana Francesc Martí Queixalós»

## Obra
- Alexandre Frias i Roig, (1878-1962) (un senyor Metge de Reus), 1978[9]